# Scomber scombrus
Lo sgombro (Scomber scombrus Linnaeus, 1758) è un pesce osseo marino appartenente alla famiglia Scombridae. Viene chiamato in italiano anche maccarello, scombro o lacerto. È un tipico pesce azzurro. Lo sgombro ha una grande importanza per la pesca commerciale.

## Distribuzione e habitat
Lo sgombro è endemico dell'oceano Atlantico settentrionale e dei bacini contigui. Sul lato americano si trova dal Labrador alla Carolina del Nord, mentre nell'Atlantico orientale si spinge a nord fino all'Islanda e a sud fino alla Mauritania. È diffuso anche nell'intero mar Mediterraneo, nel mar Baltico sudoccidentale e nel mar Nero. È comune nel Mediterraneo e nei mari italiani.
Si tratta di una specie epipelagica, presente soprattutto sulla piattaforma continentale dei mari freddi e temperati. In inverno si porta in acque più profonde per riaccostare in primavera, quando la temperatura dell'acqua sale fino a 11-14°C. I giovani si possono trovare anche molto vicino alle coste, mentre gli adulti si tengono quasi sempre al largo. Nella buona stagione vive quasi sempre nelle acque superficiali; la profondità massima a cui è stato pescato è di circa 1000 metri, ma normalmente non scende sotto i 200.

## Descrizione
Il corpo è affusolato, slanciato e pochissimo compresso lateralmente, a sezione quasi circolare. Il muso è appuntito e di forma conica, lungo circa il doppio del diametro dell'occhio. La bocca è ampia e dotata di numerosi piccoli denti acuti disposti in una fila singola. L'occhio è parzialmente coperto da due palpebre trasparenti che lasciano scoperta una fessura centrale ellittica disposta verticalmente.
Le pinne dorsali sono due, separate da un ampio spazio: la prima ha 11-13 raggi spiniformi e 9-12 molli. La seconda dorsale è opposta e simmetrica alla pinna anale, che ha un raggio spinoso e 8-9 molli. Sul peduncolo caudale, posteriormente alla seconda dorsale e all'anale, sono presenti 5 pinnule sia superiori che inferiori. Pinne pettorali e ventrali piccole. La pinna caudale è fortemente biloba, con estremità acute. La linea laterale presenta una debole sinuosità. Non è presente la vescica natatoria.
La livrea sul dorso è verdastra o blu, il ventre è bianco argenteo con lucentezza madreperlacea, senza punti o macchie. Il dorso e i fianchi sono segnati da numerose linee verticali sinuose nere che giungono appena sotto la linea laterale. Le pinne sono grigiastre e la base delle pettorali è scura. 
Raggiunge eccezionalmente una lunghezza di 60 cm e un peso di 3,4 kg. La taglia media si aggira sui 30 cm.

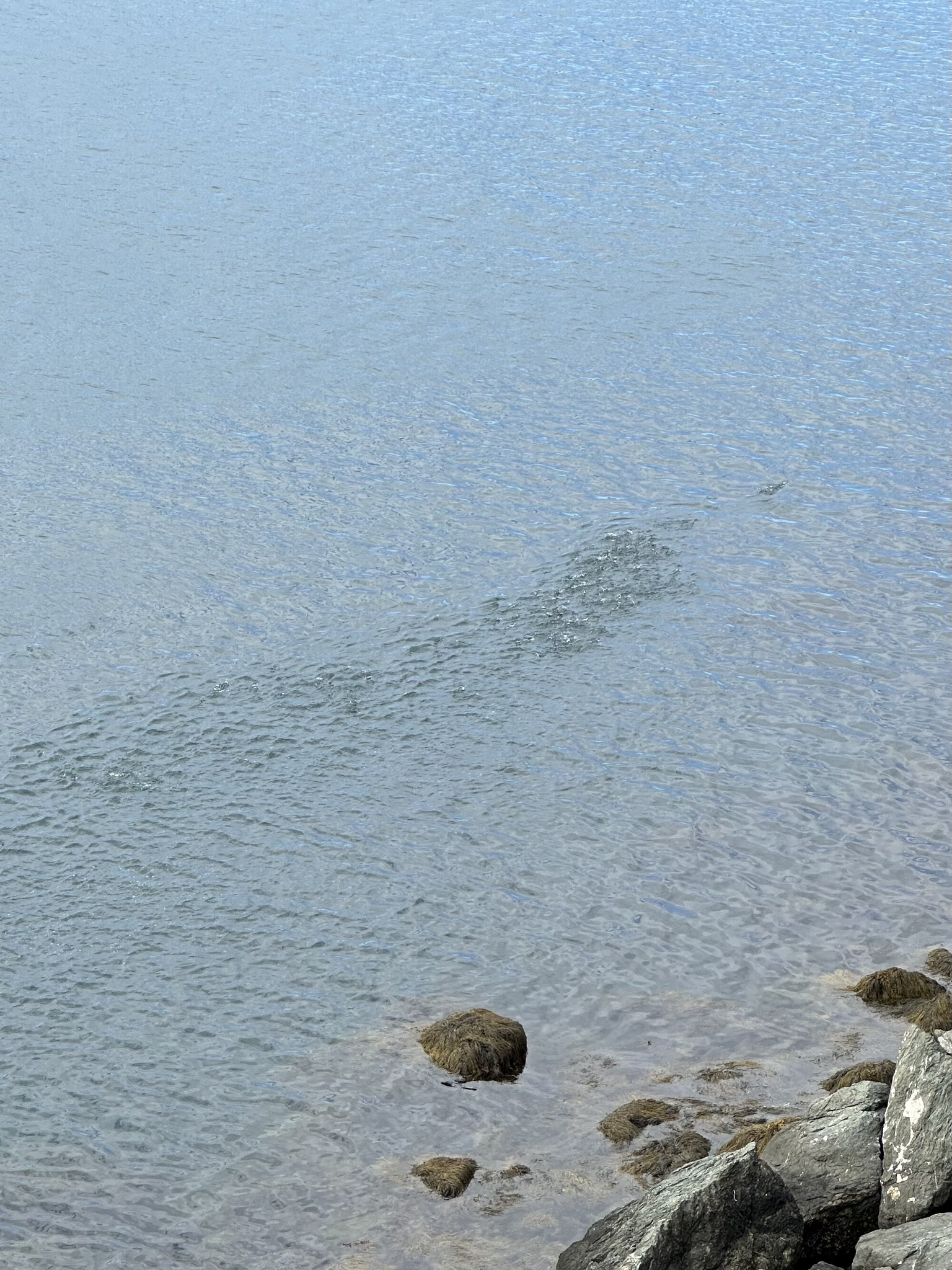
Banco di sgombri

## Biologia
L'età massima riportata è di 17 anni.

### Comportamento
Gregario, forma banchi anche molto grandi.

### Riproduzione
La riproduzione avviene in periodi diversi in base alla latitudine e alla temperatura dell'acqua: nel Mediterraneo, ad esempio, le uova vengono deposte tra la fine di dicembre e aprile, mentre nel golfo di San Lorenzo tra giugno e luglio. Le uova sono pelagiche e dotate di una gocciolina d'olio per favorire il galleggiamento; misurano fra 0,87 e 1,40 mm di diametro e si schiudono in 5-6 giorni. Le larve alla nascita misurano 2,8-4 mm e si accrescono molto rapidamente, tanto che a due anni hanno una lunghezza di circa 20 cm. La maturità sessuale viene raggiunta a tre anni di età.

### Alimentazione

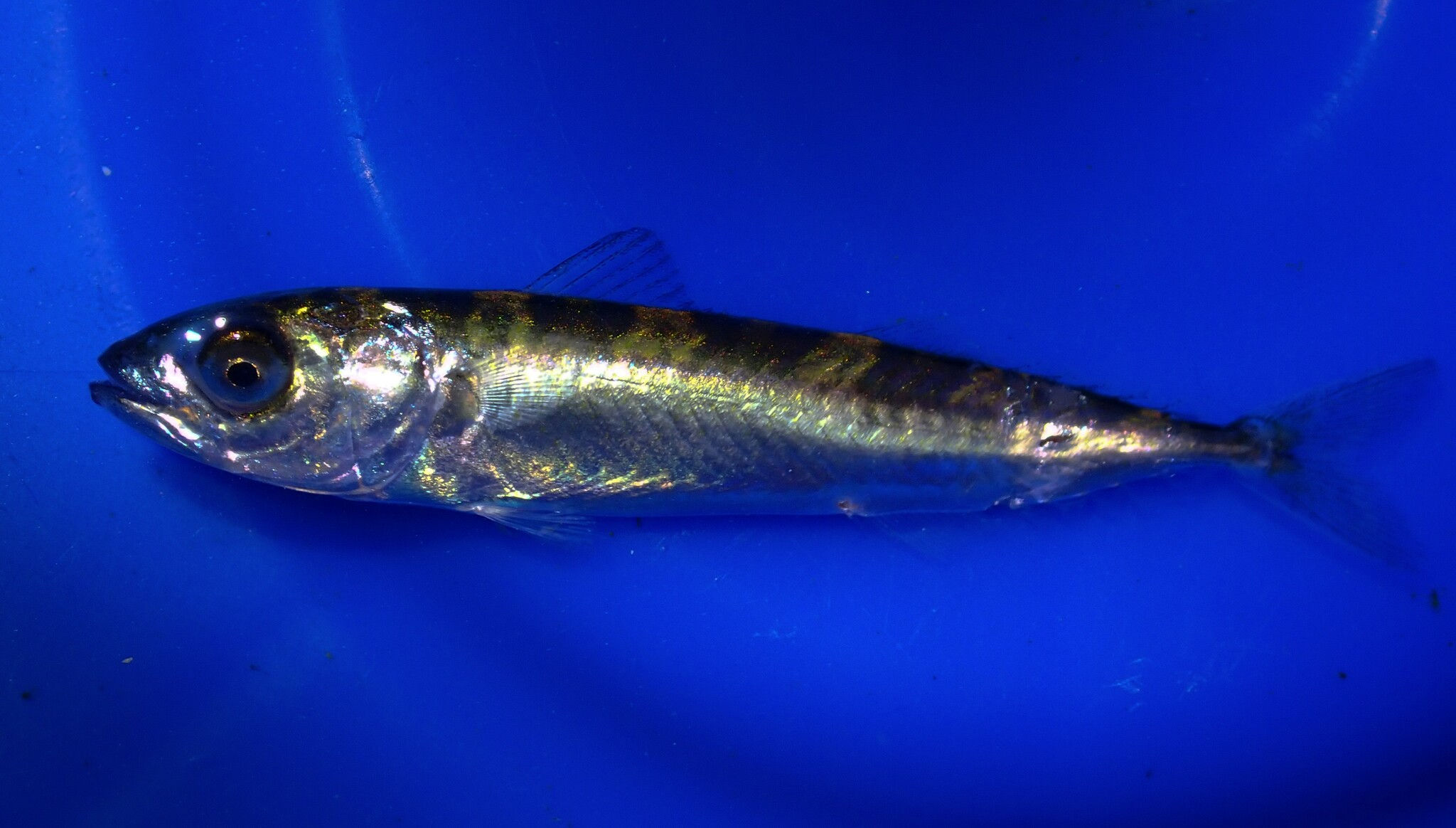
Giovanile

Lo sgombro è un predatore generalista che può attingere a svariate risorse trofiche animali. È in grado di nutrirsi sia per filtrazione di organismi del plancton attraverso le branchiospine, sia per predazione diretta di animali più grandi individuati attraverso la vista. Tra le prede note vi sono: crostacei (anfipodi, copepodi, eufausiacei, gamberetti pandalidi e crangonidi), idromeduse, piccoli pesci comprese uova e larve, ctenofori, chetognati, tunicati larvacei, policheti pelagici e molluschi gasteropodi e cefalopodi.
La dieta cambia con lo sviluppo: le larve più giovani si nutrono di fitoplancton, per poi passare con la crescita allo zooplancton e infine arricchire la dieta con animali più grandi una volta adulte. I giovanili tendono al cannibalismo.

### Predatori
Lo sgombro è parte importante della rete trofica pelagica e viene predato in abbondanza da numerosi organismi, tra i quali squali, cetacei odontoceti, pinnipedi, uccelli marini e pesci ossei.

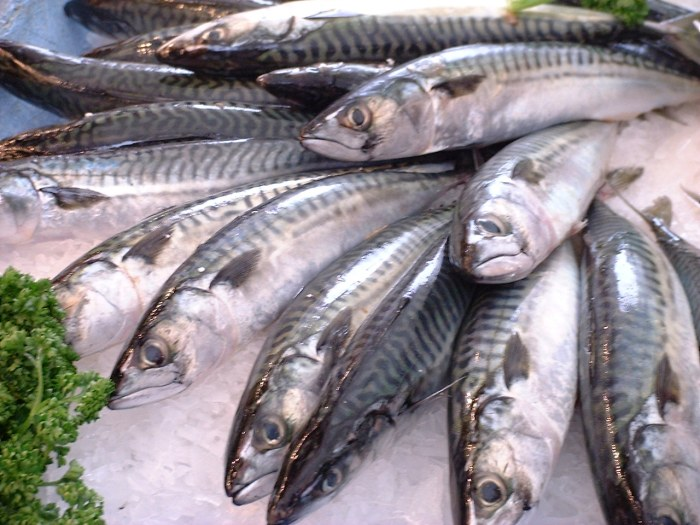
Sgombri esposti sul banco di una pescheria

## Pesca
Viene catturato in grandi quantità soprattutto con le reti da circuizione notturne con l'uso di una luce per attrarre i banchi, ma talvolta anche con le reti da posta e le reti a strascico. I pescatori sportivi lo insidiano a traina con esche sia naturali che artificiali o a bolentino, utilizzando come esca pezzetti di sardina. Date le sue abitudini pelagiche, è indispensabile l'uso di un'imbarcazione. Le carni sono buone e vengono commercializzate sia fresche che in scatola o affumicate.

### Alimentazione umana

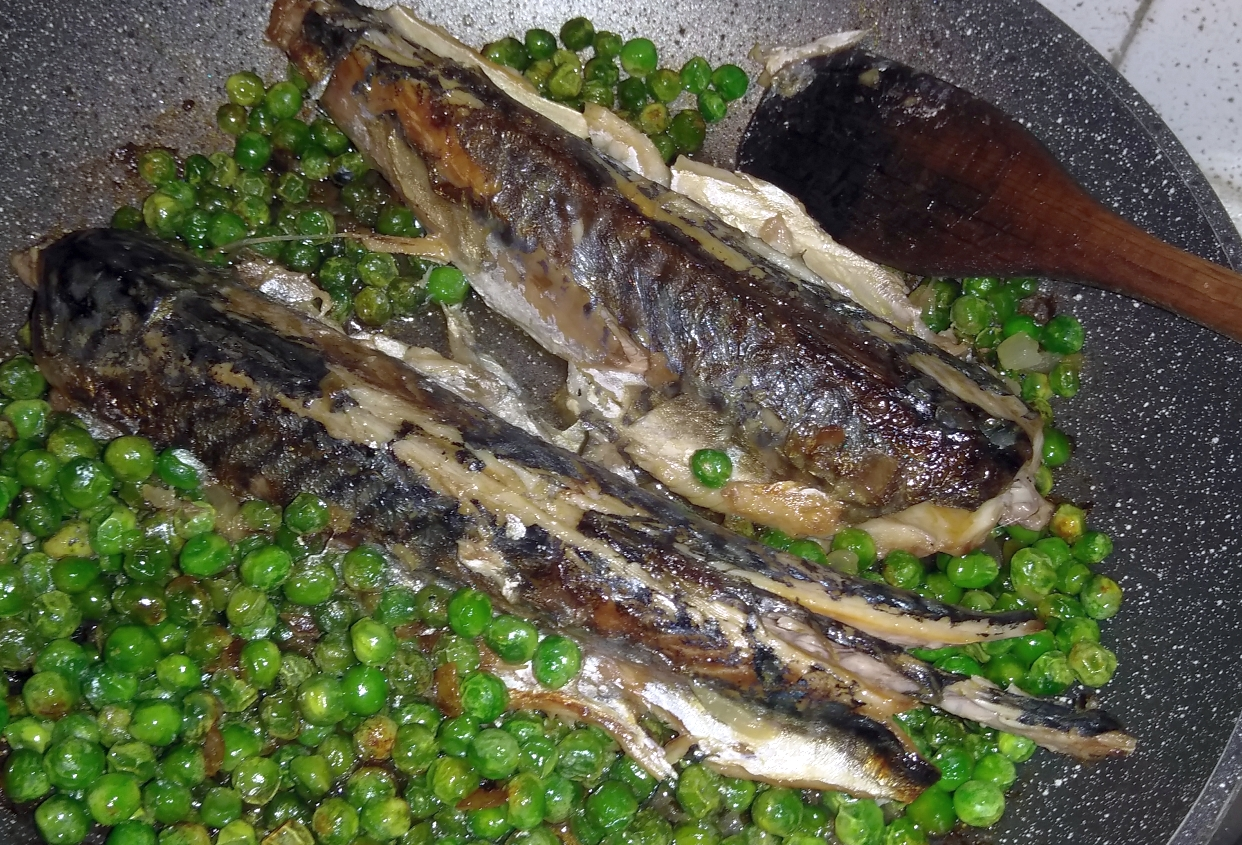
Sgombri con i piselli

Lo sgombro è uno dei pesci più utilizzati e apprezzati della dieta mediterranea: è raccomandato dai medici per il suo apporto in grassi omega-3, particolarmente adatti per chi è affetto da ipercolesterolemia. Oltre che cucinato fresco, lo sgombro viene anche conservato in scatola, eventualmente previa affumicatura, sott'olio, al naturale o insaporito con vari ingredienti quali il vino bianco.
Lo sgombro, al contrario di molti altri pesci pelagici, ha un basso contenuto di mercurio nelle carni, per cui il consumo è sicuro fino ad almeno due volte a settimana.

### Allergie alimentari
La presenza di una particolare proteina, la parvalbumina, fa dello sgombro la causa di un'allergia alimentare, anche grave.

## Conservazione
Nel corso del XX secolo la pesca di sgombri è aumentata sensibilmente, arrivando perfino, nel 1960, al rischio di estinzione della popolazione dell'Atlantico occidentale. Negli ultimi decenni si stanno approntando azioni e misure per strategie di pesca sostenibile, la cui applicazione è causa di attriti tra paesi della Comunità Europea, come la Scozia e l'Irlanda, e paesi esterni, come l'Islanda e le Fær Øer.
La IUCN classifica S. scombrus come "a rischio minimo", perché le grandi popolazioni dell'Atlantico orientale continuano a essere abbondanti e senza segni di declino, nonostante lo sforzo di pesca molto intenso. Nell'Atlantico occidentale gli stock sono invece diminuiti a causa della sovrapesca. Le popolazioni mediterranee non sono state studiate abbastanza approfonditamente per poter dare una valutazione, ma nel mar Adriatico il pescato e la dimensione media degli individui sono diminuiti, il che lascia supporre che gli stock siano sfruttati in maniera non sostenibile.